# ارتاآول
ارتاآول (به ازبکی: Oʻrtaovul) یک منطقهٔ مسکونی در ازبکستان است که در شهرستان زنگی‌آتا واقع شده‌است. ارتاآول ۱۳٬۲۷۱ نفر جمعیت دارد.